# Provanställning
Provanställning är i Sverige en anställningsform inom Lagen om anställningsskydd (LAS) som under prövotiden kan avslutas eller övergå i en tillsvidareanställning (fast anställning).
Den viktigaste skillnaden mellan en provanställning och andra visstidsanställningar eller tillsvidareanställning är att provanställningar kan avslutas i förtid. Detta kan ske utan att arbetsgivaren har saklig grund för att avsluta provanställningen. Det behöver alltså inte föreligga saklig grund, det vill säga arbetsbrist eller personliga skäl, till exempel misskötsamhet, utan arbetsgivarens subjektiva åsikt eller minskade behov är fullt tillräcklig.
En tidsbegränsad provanställning får vara i högst sex månader och kan avbrytas av både arbetsgivaren eller arbetstagaren även före prövotidens utgång.  En arbetsgivare som vill avbryta en provanställning i förtid måste lämna besked om detta minst 2 veckor i förväg. Detta är varseltid, ej att förväxla med uppsägningstid. Om arbetstagaren är fackligt organiserad skall arbetsgivaren samtidigt varsla den fackliga organisationen. Lagen tvingar inte arbetstagaren att iaktta någon varseltid utan denne kan avsluta provanställningen i förtid med omedelbar verkan.
Vill inte arbetsgivaren eller arbetstagaren att anställningen ska fortsätta sedan prövotiden har löpt ut, ska besked om detta lämnas till motparten senast vid prövotidens utgång. Görs inte detta, övergår provanställningen i en tillsvidareanställning. Arbetsgivaren skall informera arbetstagare med tidsbegränsad anställning om lediga tillsvidareanställningar och provanställningar.
Om det finns kollektivavtal på arbetsplatsen kan det genom kollektivavtalet finnas andra regleringar än vad som föreskrivs i lag.
En arbetsgivare som är bunden av kollektivavtal och som träffar överenskommelse om provanställning skall snarast underrätta lokal facklig organisation om detta. Det kan i kollektivavtal förekomma att båda parter åläggs varseltid, i vissa kollektivavtal även benämnt som uppsägningstid. Längden på de kollektivavtalade varsel- eller uppsägningstiderna varierar, oftast mellan 14 dagar och en månad. Särskilda bestämmelser i kollektivavtal kan även innebära att prövotidens längd avviker från lagens sex månader. Även andra avvikelser kan förekomma.

## I andra länder
Anställningsskydden varierar mellan olika länder.
- I USA kan i de flesta delstater anställning vara så kallad "At-will employment", vilket innebär att arbetsgivaren fritt kan säga upp den anställde oberoende av ålder och anställningstid. Anställningsskydd måste avtalas.